# 梁永安
梁永安（1954年—），山东威海人，复旦大学中文系教授。

## 生平
1966年，梁永安的家人因為被派去支援邊疆，梁永安随家人从西安來到云南。梁永安就读於保山第一中學。1973年8月，梁永安高中毕业，之後梁永安被分配到現今位於雲南芒宽彝族傣族乡的一個名叫芒合村的傣族村寨插隊，並在拖拉机工厂当工人。1977年高考恢復後，梁永安考上复旦大學中文系。拿到博士學位後，梁永安繼續在复旦大学中文系任教，从事中国当代文学、比较文学与比较文化研究等領域的研究。
2020年10月，梁永安在嗶哩嗶哩開設賬號發佈視頻，內容涉及他對文學與電影的分析以及婚恋爱情觀念。